# 박순자
박순자(朴順子, 1958년 10월 12일 ~ )는 대한민국의 정치인으로, 제17·18·20대 국회의원이다.

## 생애
1986년에 민주정의당에 입당하여 경기도 교육위원, 경기도의원을 거쳤다.
2004년 제17대 국회의원 선거에서 한나라당 비례대표 국회의원에 당선되었다.
2008년 제18대 국회의원 선거에서 한나라당 후보로 경기도 안산시 단원구 을 선거구에 출마하여 통합민주당 제종길 후보를 꺾고 당선되었다. 이후 같은 해부터 2010년까지 한나라당 최고위원을 역임하였다.
2012년 제19대 국회의원 선거에서 새누리당 후보로 같은 선거구에 출마하였으나 민주통합당 부좌현 후보에 512표 차이로 밀려 아쉽게 낙선하였다.
2016년 제20대 국회의원 선거에서 새누리당 후보로 같은 선거구에 출마하여 국민의당 부좌현 후보에 설욕하며 3선에 성공하였다. 새누리당에게 결코 유리하지 않은 세월호 사고의 지역구와 선거여론임에도 불구하고 결국 승리해 한국당 및 경기도 내 유일한 여당 3선여성 의원으로 등극했다.[1] 20대 총선에서 수도권에서 승리해 재기에 성공한 몇 안되는 새누리당 의원.
박순자 의원은 2017~18년 자유한국당 중앙당 연수원장을 역임하며 연수 프로그램을 획기적으로 실시하여 보수정당 최초로 화성 라비돌 리조트에서 전국 시·군·구 의원 4,300여명과 천안 연수원에서 전국 광역자치단체장·시장·군수·구청장 1,200여명의 연수와 을 대상으로 각각 1박2일간의 연수를 실시하였다. 박순자 의원에 대해 참가자들이 정책 전문가라는 평가와 당의 정체성과 추진력, 포용력을 겸비하였다는 평가와 함께 참가자들은 그동안 당에 대한 연수교육에 목말라했던 민원이 드디어 풀렸다며 좋은 반응을 받은 바 있다.
헌정 사상 최초의 여성 국토교통위원장 타이틀을 가지고 있다. # 국토교통위원장으로 안산시민들과 서남부권 1,300만 주민들의 숙원사업인 신안산선을 적극적으로 추진하고 있으며, '신안산선 조기개통을 위한 국회의원 모임'의 일원으로 참여했다.[2] 기획재정부가 소극적으로 나와서 끈질기게 기재부를 설득했다는 후문이 전해진다.
통일부에서 남북 철도 공동조사 열차 환송식을 위해 국토교통위원회와 외교통일위원회, 남북경제협력특별위원회 소속 의원들을 초청했을 때, 자유한국당 소속 의원들 중에서 유일하게 참석하여 "매우 역사적인 일이 아닐 수 없다" "경협이 잘 돼야지" 등의 긍정적인 평가를 내렸다. 당시 자유한국당 의원들은 사실상 보이콧을 하고 있었던 상태. 당시 정동영 민주평화당 대표는 "철도는 당을 넘어서는 것이라는 차원에서 박순자 의원이 이 자리를 빛내줬는데 박수를 한번 보내보자"며 박수를 유도하기도 했다. #
현재 제20대 국회의원으로, 국회 국토교통위원회 위원장직을 2018년 7월16일부터 맡고 있으며, 안산시 단원구에 지역구를 둔 의원으로서 신안산선 착공(2019.9.9.)의 주역이기도 하다

## 공천 대가 금품수수
국민의힘 안산시 단원구을 당협위원장으로 지방의원 공천에 대한 권한을 가지고 있었던 박순자는 제8회 지방선거를 앞두고 공천을 대가로 수천만원을 받거나 받기로 약속하여 매수 및 이해유도하였다.
박순자는 2022년 3월에서 4월 간 시의원 후보자 추천과 관련하여 3명으로부터 합계 9,000만원을 받고, 1명에게 2억원을 요구하였다.
2022년 3월쯤에는 안산지역 사업가 A씨로부터 시의원 공천권을 대가로 5천만원을 받았으나, A씨가 공천을 받지 못하자 4월 초 돈을 다시 돌려주었다.
2022년 10월 15일 수원지방법원 안산지원은 공직선거법위반 죄로 박순자의 구속영장을 발부하였다.
2022년 11월 30일 수원지방검찰청 안산지청 형사4부는 공직선거법위반 죄로 박순자를 구속 기소하였다.

## 학력
- 군위국민학교 졸업
- 성지중고등학교 졸업[4]
- 한국방송통신대학 전문학사
- 명지대학교 정치외교학과 학사
- 경희대학교 대학원 행정학과 석사
- 고려대학교 세종캠퍼스 경제학 학사
- 경희대학교 행정대학원 사회복지학과 석사[5]
- 한양대학교 대학원 행정학 박사[6]

### 비학위 수료
- 중앙대학교 최고경영자과정 1년 수료(43기)
- 서울대학교 최고경영자과정 6개월 수료(66기)

## 경력
- 대한민국 국회의원
- 한나라당 최고위원
- (사)21세기 여성정치연합 공동대표
- (사)드림포럼 이사장
- 대통령 싱가포르·필리핀 특사
- 한양대학교 특임교수
- 자유한국당 중앙연수원장
- 국회 국토교통위원회 위원장
- 민주평통 안산시협의회 회장
- 국회 빈곤아이를 생각하는 연구회 공동대표
- 한국환경문제연구소 연구위원
- 국민의힘 단원구 을 당협위원장
- 한양대학교 에리카캠퍼스 특훈교수
- 국민의힘 홍준표 제20대 대통령 선거 예비후보 jp희망캠프 여성총괄위원장 겸 경기도선거대책위원장
- 국민의힘 경기도 살리는 선거대책위원회 선거대책위원장단 공동선거대책위원장

## 역대 선거 결과
|  | 0% |

|  | 35.76% |

|  | 52.18% |

|  | 48.04% |

|  | 38.08% |

|  | 46.87% |

## 소속 정당
| 소속 정당 | 소속 정당  | 소속 기간 | 비고           |
| --------- | ---------- | --------- | -------------- |
|           | 민주정의당 | 1986~1990 | 정계 입문      |
|           | 민주자유당 | 1990~1995 | 합당           |
|           | 신한국당   | 1995~1997 | 당명 변경      |
|           | 한나라당   | 1997~2012 | 합당           |
|           | 새누리당   | 2012~2016 | 당명 변경      |
|           | 무소속     | 2016~2017 | 탈당           |
|           | 바른정당   | 2017      | 창당           |
|           | 무소속     | 2017      | 탈당           |
|           | 자유한국당 | 2017~2020 | 복당           |
|           | 미래통합당 | 2020      | 합당           |
|           | 국민의힘   | 2020~2022 | 당명 변경      |
|           | 무소속     | 2022~현재 | 탈당 정계 은퇴 |

## 같이 보기
- 대한민국 제17대 국회의원 선거 한나라당 후보 목록#비례대표
- 안산시 단원구 을
- 안산시 단원구의 국회의원